# Kepenuhan Baru
Kepenuhan Baru is een bestuurslaag in het regentschap Rokan Hulu van de provincie Riau, Indonesië. Kepenuhan Baru telt 1574 inwoners (volkstelling 2010).